# Биково (селище, Дмитровський міський округ)
Би́ково (рос. Быково) — селище (колишній присілок) у складі Дмитровського міського округу Московської області, Росія.

## Населення
Населення — 9 осіб (2010; 0 у 2002).